# NGC 4633
NGC 4633 је спирална галаксија у сазвежђу Береникина коса која се налази на NGC листи објеката дубоког неба.
Деклинација објекта је + 14° 21' 25" а ректасцензија 12h 42m 37,1s. Привидна величина (магнитуда) објекта NGC 4633 износи 13,3 а фотографска магнитуда 13,9. NGC 4633 је још познат и под ознакама IC 3688, UGC 7874, MCG 3-32-85, CGCG 100-1, CGCG 99-111, VCC 1929, KCPG 351A, PGC 42699.